# КОНКАКАФ
КОНКАКАФ (на английски: CONCACAF, CОnfederation of North, Central American and Caribbean Association Football) е футболната конфедерация на страните от Северна и Централна Америка и Карибския регион.
Седалището ѝ се намира в Маями, щат Флорида, САЩ. От 2017 г. има допълнителни офиси  в градовете Кингстон (Ямайка) и Гватемала.
Организацията осъществява управление и контрол над футболните структури на страните в региона. Освен тях, в организацията влизат и три страни от Южна Америка: Гаяна, Суринам и Гвиана.
Основана е на 18 септември 1961 г. в град Мексико в резултат на сливането на Североамериканската футболна конференция (НАФК) и Конфедерацията по  футбол на Централна Америка и Карибския басейн (КККФ). Тя е сред 6-те континентални конфедерации на ФИФА, упълномощени да провеждат турнири на националните отбори в региона и квалификационни съревнования за световните първенства. КОНКАКАФ е третата по успех конфедерация на ФИФА в мъжкия футбол след УЕФА и КОНМЕБОЛ.

## Управление
КОНКАКАФ се ръководи от генерален секретар, изпълнителен комитет, конгрес и няколко постоянни комитета. Изпълнителният комитет се състои от осем членове: един президент, трима вице-президенти (за Северна и Централна Америка и Карибите и трима членове (от Северна, Централна Америка и една жена). Така всяка от трите географски зони в КОНКАКАФ е представена от един вицепрезидент и един представител. Изпълнителният комитет прилага различни устави, правилници и резолюции.

## Списък на страните-членки
- Американски Вирджински острови
- Ангуила
- Антигуа и Барбуда
- Аруба
- Бахамски острови
- Барбадос
- Белиз
- Бермудски острови
- Бонер
- Британски Вирджински острови
- Гаяна
- Гваделупа
- Гватемала
- Гренада
- Доминика
- Доминиканска република
- Кайманови острови
- Канада
- Коста Рика
- Куба
- Кюрасао
- Мартиника
- Мексико
- Монсерат
- Никарагуа
- Панама
- Пуерто Рико
- Салвадор
- САЩ
- Сейнт Винсент и Гренадини
- Сейнт Китс и Невис
- Сейнт Лусия
- Сен Мартен
- Синт Мартен
- Суринам
- Тринидад и Тобаго
- Търкс и Кайкос
- Френска Гвиана
- Хаити
- Хондурас
- Ямайка

## Първенства

### Регионални състезания
Регионалното първенство се провежда от 1963 г. в нечетни години. През 1991 г. е реорганизирано под името Златна купа на КОНКАКАФ и съответства на Европейското първенство на УЕФА и Копа Америка на КОНМЕБОЛ. Най-много купи и медали от мъжките отбори е печелил Мексико, а от женските – САЩ. Други големи турнири са Лига на нациите на КОНКАКАФ за национални отбори и Купа на шампионите на КОНКАКАФ за клубове.

### Участия в световни първенства
Последна актуализация: 16 юли 2024
- 17 – Мексико
- 12 – САЩ
- 6 – Коста Рика
- 3 – Хондурас, Канада
- 2 – Салвадор
- 1 – Куба, Хаити, Ямайка, Тринидад и Тобаго, Панама

През 2014 г. Коста Рика става четвъртата страна от КОНКАКАФ след Съединените щати, Куба и Мексико, която достигна четвъртфиналите за Световната купа, а през 2018 г. Панама става единадесетата страна от конфедерацията, която се състезава на Световната купа.